# Coca (mecánica)

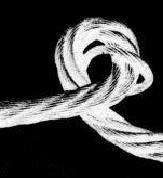
Coca en cable de acero.

Una coca es una deformación plástica que ocurre al someter un cable de acero a esfuerzos de tracción mientras este presenta rizos.
Para prevenir su formación, el carrete en el cual está enrollado el cable debe montarse sobre caballetes o cualquier otro soporte que le permita girar libremente; además, no debe seguir girando por inercia si se elimina la tracción sobre el cable. Se debe respetar la orientación de la curvatura del cable para evitar la fatiga del material por la sucesiva tracción y compresión.